# Oskar grof Christalnigg
Oskar grof Christalnigg, slovenski plemič, polkovnik,  malteški vitez, mecen in rodoljub, * 6. julij 1862, Dunaj, Avstro-Ogrska, † 27. marec 1934, grad Svinec (nem. Eberstein) na Koroškem

## Rodbina
Rodbina Christalniggov izvira vsaj iz 2. polovice 15. stoletja, ko je v pisnih virih prvič omenjen Georg Christalnigg, lastnik železarne v dolini Krčice na Koroškem (nem. Görtschitztal). S trgovanjem z železom in širitvijo rudarske dejavnosti po Koroškem in Štajerskem je rodbina obogatela in bila povzdignjena v plemiški stan. V 19. stoletju so bili Christalniggi lastniki več gradov in posestev po vsem Koroškem, kakor tudi palač na Dunaju in v Celovcu. Plemiški predikat von und zu Gillitzstein umešča geografski izvor  rodbine na ozemlje današnje koroške občine Svinec (nem. Eberstein), ob zahodnem vznožju Svinške planine.

## Življenjepis
Oskar grof Christalnigg se je rodil leta 1862 na Dunaju v stari koroški plemiški rodbini Christalnigg von und zu Gillitzstein.  Podobno kot ostali njegovi moški predniki se je posvetil vojaški karieri in dosegel čin polkovnika v avstrijski vojski. Ob koncu 19. in začetku 20. stoletja je bil poleg svojih dednih posesti na Koroškem lastnik več gradov na Goriškem (Ajševica pri Novi Gorici) in Štajerskem (Gorica/Eckenstein pri Velenju). Leta 1893 se je poročil z 10 let mlajšo Lucy Bellegarde, potomko francoske družine. Imela sta le hčer Mario, ki je umrla pri štirih letih.
10. avgusta 1914, kmalu po izbruhu 1. svetovne vojne, je bila Christalniggova žena Lucy, sicer odbornica Rdečega križa, tragično ustreljena, ko se je ob takratni meji med Avstro-Ogrsko in Kraljevino Italijo z avtomobilom peljala mimo stražniške cestne zapore. Spominsko obeležje na tragični dogodek še danes stoji pri Srpenici.
Grof Christalnigg je 1. svetovno vojno prebil s služenjem v avstrijski vojski. Leta 1917 se je ponovno poročil , tokrat s plemkinjo Mario Herminio Karolo zur Lippe Weissenfeld. Tudi v tem zakonu ni imel otrok.
Po razpadu Avstro-Ogrske in za Slovence neuspešnem izidu koroškega plebiscita se je umaknil na svoj rodbinski dvorec Svinec (Eberstein), kjer je živel vse do smrti 27. marca 1934. Dvorec Svinec je ostal v posesti rodbine Christalnigg do leta 1939, ko so ga nacionalizirale takratne nacistične avstrijske oblasti.

## Sodelovanje v slovenskem narodnem preporodu
Christalniggova sta bila med okoliškimi Slovenci priljubljena in znana po prirejanju družabnih dogodkov z glasbo in plesom na svojem dvorcu v Ajševici. V času živahnih narodnostnih bojev v Avstro-Ogrski monarhiji ob koncu 19. stoletja se je grof Oskar večkrat javno izpostavil kot slovenski rodoljub in sodeloval med drugim pri ustanavljanju slovenskih ljudskih šol na ozemlju slovenske Koroške. Tako denimo poroča časnik Slovenski Gospodar  z dne 29.10.1896, da je grof Christalnigg v družbi dr. Ivana Tavčarja, Vekoslava Legata in ostalih osebnosti takratnega slovenskega kulturno-političnega življenja prisostvoval otvoritvi ljudske šole v Št. Rupertu pri Velikovcu in tam »nazdravil slovenski edinosti«. Grof Christalnigg je bil tudi član Slovenske Matice za mesto Gorico, kar je razvidno iz letopisov omenjenega društva 
Dolgoletni ljubljanski župan, voditelj Narodno napredne stranke in eden najvidnejših predstavnikov slovenskega političnega življenja tistega časa, Ivan Hribar, je želel grofa Christalnigga - kot izpričanega rodoljuba z odličnimi zvezami v visoki družbi habsburške monarhije - predlagati na mesto posebnega ministra rojaka , odgovornega za vsa vprašanja povezana z Južnimi Slovani na ozemlju Avstro-Ogrske. Hribar v svoji knjigi Moji Spomini piše o grofu Christalniggu takole:
Malokomu izmed Slovencev bo znano, da imamo še zgodovinsko plemstvo, ki sega nazaj v ono dobo, ko so koroški vojvode na Gosposvetskem polju prisegali narodu v slovenskem jeziku. Ena sama rodbina je to sicer, pa zato tem znamenitejša: rodbina grofov Christalniggov (Kristalnikov). Več veleposestev je na Koroškem v njihovih rokah, izmed katerih je najpoglavitnejše: fildeikomisna graščina Svinec. Majoratni gospod je Oskar grof Christalnigg, ki živi še dandanes. 
Hribar v isti knjigi navaja tudi pismo grofa Christalnigga, ki mu ga je bil grof pisal 23. decembra 1896. Grof Christalnigg v omenjenem pismu med drugim zapiše takole:
Kot rodoljub moram se pravo za pravo tolažiti, kadar premišljujem, da imajo Slovenci na čelu takih izvrstnih pravih slovenskih voditeljev, kateri umevajo slavno, sveto in prelepo narodno idejo. Že v tem imamo poroštvo za zmago v bodočnosti…Božjo pomočjo ne bodem nobene prilike zamujal z Vami se shajati ali pa Vas prositi mene z nasvetom v naši borbi za narodni blagor podpirati. Zelo me je razveselila obljuba, da bodem mogel Vas v svoji hiši na Koroškem sprejeti. Vaš obisk bode me gotovo še bolj navduševal v delavnosti za blagor naših tužnih, koroških Slovencev, katerih kri tudi v meni teče, kar je moj opravičeni ponos. Bog daj, da bi se kmalu še drugi koroški Slovenci zavedali ter se čutili brati Vam ene premile majke.
Z vsem spoštovanjem Vam ostajam Vaš popolnoma vdani
Grof Oskar Christalnigg